# 柯岚
柯岚（葡萄牙語：O Lam，1974年—），中华人民共和国澳门特别行政区政治人物。前任澳门特别行政区市政署市政管理委员会副主席、現任社会文化司司长。第十三、十四届全国政协委员。